# Stazione di Volla
Stazione di Volla vasútállomás Olaszországban, Volla településen.

## Vasútvonalak
Az állomást az alábbi vasútvonalak érintik:
- Nápoly–Nola–Baiano-vasútvonal

## Kapcsolódó állomások
A vasútállomáshoz az alábbi állomások vannak a legközelebb:
- Stazione di Salice
- Stazione di Botteghelle
- Stazione di Madonnelle